# مال اندرسون
مال اندرسون (انگلیسی: Mal Anderson؛ زاده ۳ مارس ۱۹۳۵) تنیس‌باز بازنشستهٔ اهل استرالیا است.